# Metro-Unfall von Valencia 2006
Bei dem Metro-Unfall von Valencia am 3. Juli 2006 entgleiste wegen überhöhter Geschwindigkeit ein Zug der Metro Valencia, Spanien, und stürzte um. Dabei starben 43 Menschen.

## Unfall
Der Zug der Ferrocarrils de la Generalitat Valenciana fuhr auf der Linie 1 zwischen den Stationen Plaça d'Espanya [sic] und Joaquín Sorolla-Jesús. Er war, wie die Auswertung des Fahrtenschreibers ergab, mit 80 km/h doppelt so schnell wie zulässig unterwegs. Kurz vor 13:03 Uhr entgleiste der Zug in einer Kurve.
Die drastische Geschwindigkeitsüberschreitung wurde dem Triebfahrzeugführer angelastet, der bei dem Unfall ums Leben kam. Wie Jahre später bekannt wurde, litt er unter Epilepsie und hätte deshalb einen Zug gar nicht fahren dürfen.

## Folgen
43 Menschen starben und 47 wurden darüber hinaus verletzt, 10 davon schwer. Feuerwehr und Polizei wurden über das Handy eines Reisenden aus dem verunglückten Zug alarmiert.
Bei dem Besuch von Papst Benedikt XVI. in Valencia, wenige Tage nach dem Unfall, betete dieser an der Station Joaquín Sorolla-Jesús für die Unfallopfer.
Da die Schuld an dem Unfall zunächst dem bei dem Unfall ebenfalls ums Leben gekommenen Triebfahrzeugführer gegeben wurde, gab es keinen Grund für weitere strafrechtliche Ermittlungen. Nachdem sich aber Jahre später seine Erkrankung herausstellte, aufgrund derer er einen Zug nie hätte steuern dürfen und der Verdacht aufkam, dass die ursprünglichen Ermittlungen durch die Ferrocarrils de la Generalitat Valenciana manipuliert worden waren, wurden die Ermittlungen mit dem Ziel wieder aufgenommen, diejenigen zur Verantwortung zu ziehen, die das zugelassen hatten. Das daraufhin eingeleitete Verfahren ist bis heute nicht abgeschlossen.